# Igreja Presbiteriana da Nigéria
A Igreja Presbiteriana da Nigéria (em Inglês Presbyterian Church of Nigeria) é uma denominação reformada presbiteriana na Nigéria que subscreve a Confissão de Fé de Westminster. Em 2011, tinha nove sínodos, mais de 50 presbitérios, mais de 2.000 congregações, quase 7.000 ministros e 3.806.690 membros em todo o país.

## Hstória

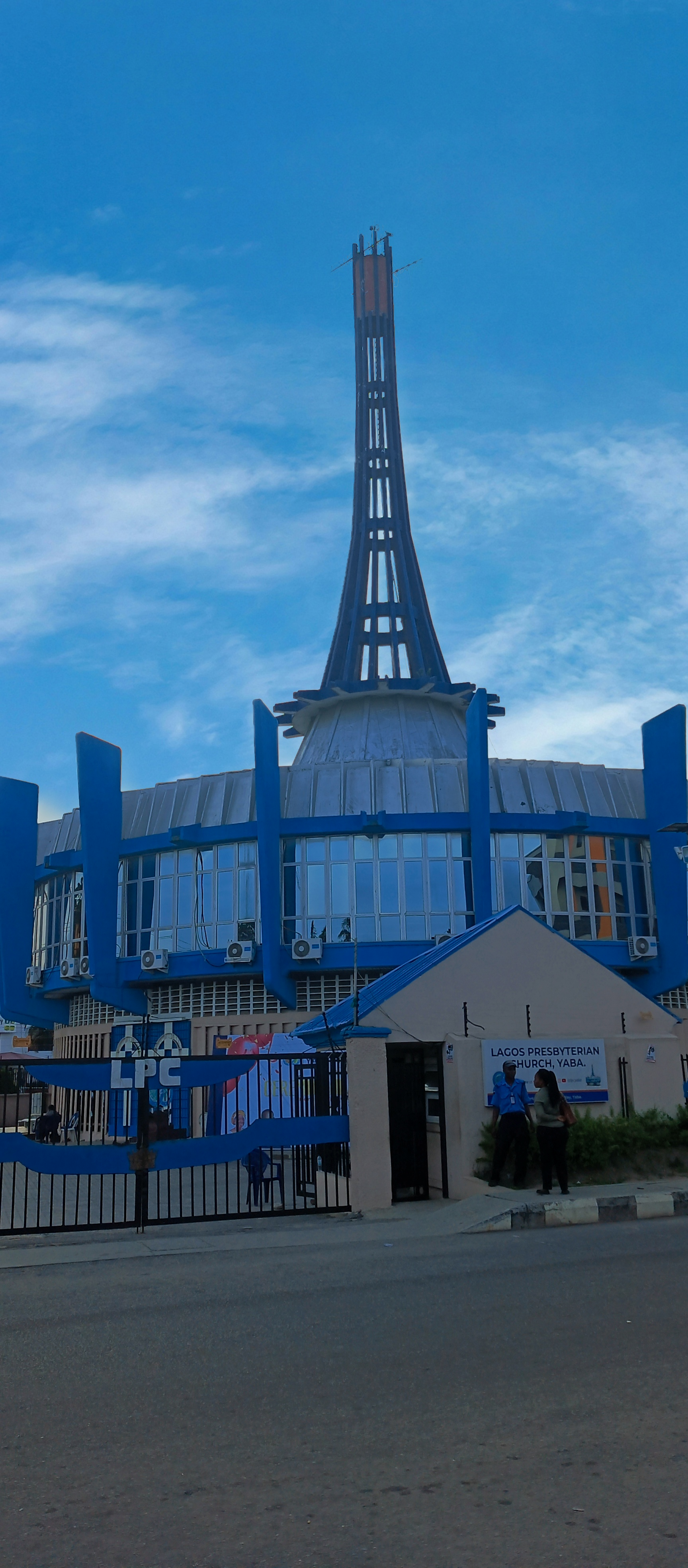
Igreja Presbiteriana em Lagos, Nigéria.

A Igreja Presbiteriana da Nigéria foi fundada pelos missionários liderados pelo reverendo Masterson Waddell Hope da Igreja Presbiteriana Unida da Escócia. Ele chegou em Calabar e fundou a primeira igreja presbiteriana em 1846. A partir de Calabar a igreja começou a crescer. Em 1858 o Presbitério de Biafra foi formado. O Sínodo dos Biafras formada em 1921.
A igreja desenvolveu-se rapidamente quando a Igreja Presbiteriana da Biafra estabeleceu o Sínodo como o mais alto tribunal. A igreja tornar-se independente desde então e passou a chamar-se Igreja Presbiteriana no Leste da Nigéria em 1952. Em 16 de junho de 1960 passou a chamar-se Igreja Presbiteriana da Nigéria. Em 1987, a Assembléia Geral foi constituída com dois Sínodos. Neste período a igreja recebeu missionários da Igreja da Escócia e Igreja Presbiteriana da Jamaica (atualmente a Igreja Unida na Jamaica e as Ilhas Cayman).
A denominação começou a estabelecer um seminário em 1993, que deu horigem a Universidade Waddell Hope. A Universidade está localizada em Okagwe Ohafia no estado de Abia. Seu lema é "Excelência, integridade e serviço". A igreja possui duas instituições teológicas comgrande reconhecimento, o Instituto de Formação Teológica Hugh Goldie Lay fundada em 1918, e o Colégio Teológico Presbiteriano Assien Ukpabio, fundado em 1994.
Em 1996, a denominação já tinha mais de 1 milhão de membros, 200 paróquias, organizadas em 28 Presbitérios, 4 Sínodos e uma Assembleia Geral.

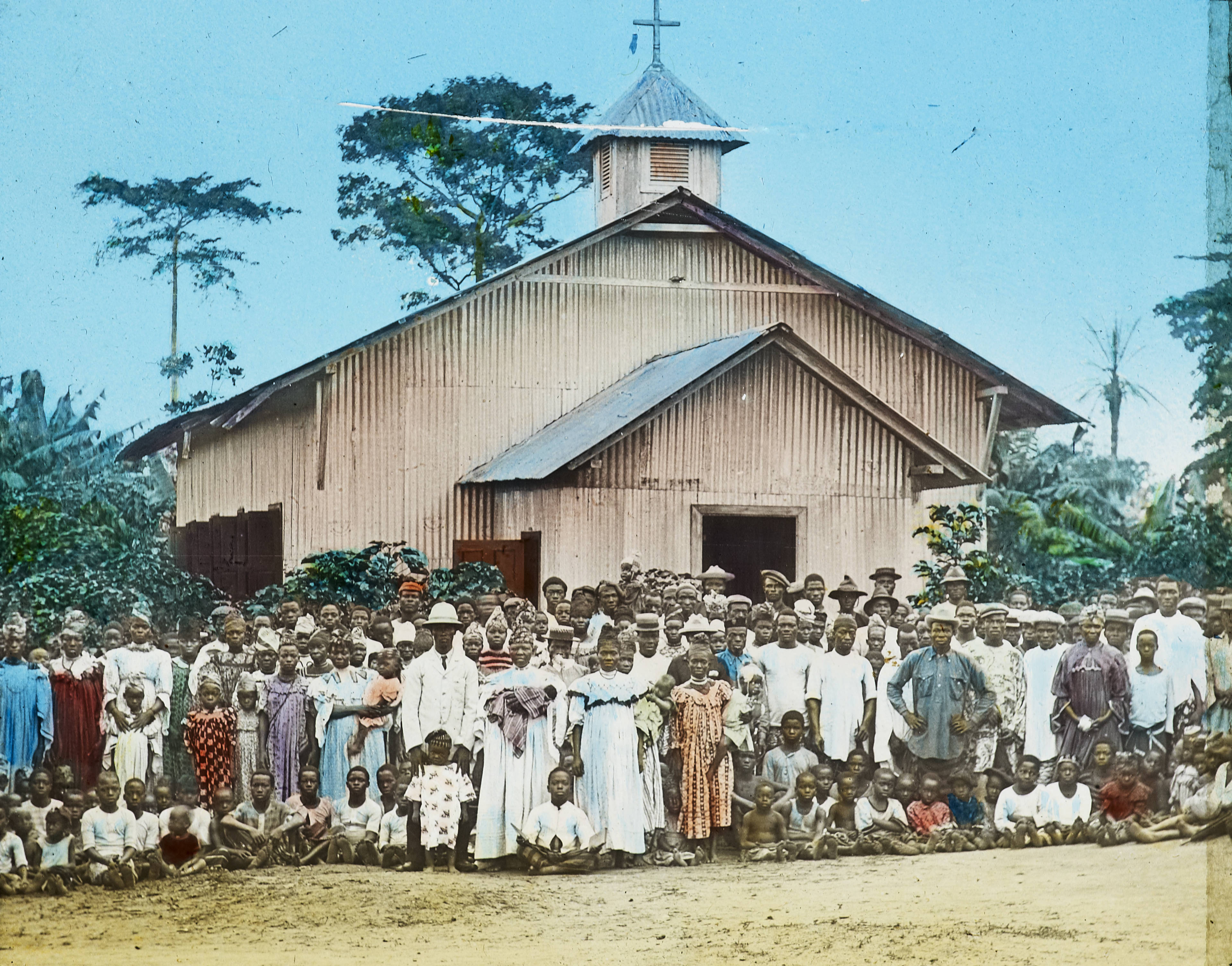
Igreja Presbiteriana na Nigéria

A igreja se espalhou pelo norte da Nigéria nas últimas décadas onde muitas igrejas sofreram atentados violentos do Boko Haram. 
Em 2011 ocorreu um cisma e a formação da Igreja Presbiteriana Reformada da Nigéria por questões governamentais. Parte do Sínodo do Centro-Leste se desligou e formou a nova denominação. Neste ano, a igreja tinha nove sínodos, mais de 50 presbitérios, mais de 2.000 congregações, quase 7.000 ministros e 3.806.690 membros em todo o país.
Em 2015 o vice presidente do país reconheceu o papel da igreja na formação da sociedade nigeriana e dos seus missionários atuantes no país.
A igreja apresenta um crescimento explosivo nas últimas décadas e já possui mais de 3.806.690 tornando-se uma das maiores denominações presbiterianas do mundo.
A sede da igreja está em Ogpor no estado de Abia no sudeste da Nigéria.

## Estrutura e Missão
A igreja tem congregações em todo o país. Ela tem um Presbitério Missionário nas Repúblicas de Benin e Togo. A estrutura da denominação possui quatro instancias: sessão, Presbitério, Sínodo e Assembléia Geral. As igrejas locais têm em média de uma a nove congregações locais. As congregações são governadas por presbíteros e diáconos. Várias igrejas pertencer a um presbitério regional. Os presbitérios pertencem a um corpo maior, o Sínodo. A Assembléia Geral é o Supremo Tribunal da Igreja.
Os sínodos são:.
- Sínodo dos Akwa
- Sínodo dos Calabar
- Sínodo do Oriente
- Sínodo do Centro-Leste
- Sínodo do Médio Oriente
- Sínodo do Norte
- Sínodo de Centro-Sul
- Sínodo do Rio Superior
- Sínodo do Oeste
- Sínodo do Delta do Niger

## Doutrina
A igreja subscreve o Credo dos Apóstolos, Credo de Atanásio, Credo Niceno, Catecismo de Heidelberg, Segunda Confissão Helvética e a Confissão de Fé de Westminster.

## Organizações inter eclesiásticas
A Igreja Presbiteriana da Nigéria é membro do Concílio Mundial das Igrejas, da Conferência Pan-Africana de Igrejas, do Conselho Cristão da Nigéria, da Comunhão Mundial das Igrejas Reformadas, tem relações com a Igreja da Escócia, Igreja Presbiteriana (EUA) e com a Igreja Presbiteriana no Canadá.
O moderador da atual da Assembléia Geral da Igreja Presbiteriana da Nigéria é o Rev. Prof. Emele Mba Uka.